# Landgericht Schwabach
Das Landgericht Schwabach war ein von 1808 bis 1879 bestehendes bayerisches Landgericht älterer Ordnung mit Sitz in Schwabach. Sein Nachfolger war das Amtsgericht Schwabach.

## Lage
Das Landgericht Schwabach grenzte im Süden an das Landgericht Pleinfeld, im Westen an das Landgericht Heilsbronn, im Nordwesten an das Landgericht Cadolzburg, im Norden an das Landgericht Nürnberg und im Osten an das Landgericht Neumarkt.

## Geschichte
Im Jahr 1808 wurde im Verlauf der Verwaltungsneugliederung Bayerns das Landgericht Schwabach errichtet. Das Landgericht gehörte ab 1808 zum Pegnitzkreis, seit dessen Auflösung im Jahr 1810 zum Rezatkreis (ab 1838 in Mittelfranken umbenannt).
1840 war das Landgericht Schwabach 41⁄2 Quadratmeilen groß. Es gab 13795 Einwohner (13743 Protestanten und 52 Katholiken), 115 Ortschaften (3 Märkte, 10 Pfarrdörfer, 3 Kirchdörfer, 24 Dörfer, 49 Weiler und 26 Einöden) und 27 Gemeinden (3 Markts- und 24 Landgemeinden).
1862 wurde das Bezirksamt Schwabach geschaffen, das die Verwaltung übernahm. Seitdem war das Landgericht Schwabach nur noch für die Gerichtsbarkeit zuständig.

## Struktur

### Steuerdistrikte
Im Rahmen des Gemeindeedikts wurde im Jahr 1808 das Landgericht in 18 Steuerdistrikte untergliedert, die dem Rentamt Schwabach unterstanden:
- Büchenbach mit Breitenlohe und Hebresmühle, Kühedorf, Ottersdorf, Tennenlohe und Ungerthal;
- Dietersdorf mit Holzheim, Mühlhof, Oberbaimbach, Raubershof, Unterbaimbach und Wolkersdorf;
- Eibach mit Hinterhof, Maiach, Röthenbach bei Schweinau und Weiherhaus;
- Großschwarzenlohe mit Erichmühle, Kleinschwarzenlohe, Königshammer, Neuses, Oberlangenlohe, Schaftnach, Schwarzach, Sorg und Unterlangenlohe;
- Günzersreuth mit Gauchsdorf, Götzenreuth, Neppersreuth, Neumühle, Poppenreuth und Schopfhof;
- Kammerstein mit Albersreuth, Chausseehaus, Forsthof, Haag, Schattenhof und Uigenau;
- Katzwang mit Greuth, Limbach, Nasbach und Penzendorf;
- Kornburg;
- Leerstetten mit Furth, Hagershof, Harm, Holzgut und Mittelhembach;
- Raubersried mit Dürrenhembach, Gugelhammer, Nerreth, Röthenbach bei Sankt Wolfgang und Sperberslohe;
- Rednitzhembach mit Igelsdorf, Oberfichtenmühle, Plöckendorf, Steinbruch, Unterfichtenmühle, Untermainbach,  Walpersdorf und Weihersmühle;
- Regelsbach mit Bertelsdorf, Eckershof, Göckenhof, Gustenfelden, Hengdorf, Kottensdorf, Leitelshof, Nemsdorf, Wildenbergen und Zwieselhof;
- Reichelsdorf mit Deutenbach, Gerasmühle, Koppenhof, Krottenbach, Lohhof;
- Rohr mit Christenmühle, Dechendorf, Gaulnhofen, Leuzdorf, Prünst, Weiler;
- Schwand;
- Unterreichenbach mit Oberreichenbach, Putzenreuth, Volkersgau und Waikersreuth;
- Wendelstein mit Zollhaus;
- Worzeldorf mit Gaulnhofen, Herpersdorf, Königshof, Pillenreuth und Weiherhaus.

### Ruralgemeinden
Mit dem Zweiten Gemeindeedikt (1818) wurden die Ruralgemeinden gebildet, die nur teilweise deckungsgleich mit den Steuerdistrikten waren. Zugleich wurden einzelne Orte anderen Steuerdistrikten und Ruralgemeinden zugewiesen, so dass es schließlich folgende 28 Ruralgemeinden gab. 
- Büchenbach mit Breitenlohe und Hebresmühle;
- Deutenbach mit Krottenbach und Mühlhof;
- Dietersdorf mit Holzheim, Oberbaimbach, Raubershof, Unterbaimbach und Wolkersdorf;
- Eibach mit Hinterhof und Maiach;
- Großschwarzenlohe mit Erichmühle, Schaftnach, Schwarzach und Sorg;
- Günzersreuth mit Chausseehaus, Gauchsdorf, Götzenreuth, Neppersreuth, Neumühle, Poppenreuth und Schopfhof;
- Gustenfelden mit Kottensdorf und Wildenbergen;
- Kammerstein mit Albersreuth, Forsthof, Haag, Schattenhof und Uigenau;
- Katzwang mit Greuth;
- Kleinschwarzenlohe mit Königshammer, Neuses, Oberlangenlohe und Unterlangenlohe;
- Kornburg;
- Leerstetten mit Furth, Hagershof, Harm, Holzgut und Mittelhembach;
- Ottersdorf mit Kühedorf, Tennenlohe und Ungerthal;
- Penzendorf mit Limbach und Nasbach;
- Prünst mit Dechendorf, Gaulnhofen und Leuzdorf;
- Raubersried mit Dürrenhembach und Sperberslohe;
- Rednitzhembach mit Oberfichtenmühle, Plöckendorf, Steinbruch und Unterfichtenmühle;
- Regelsbach mit Bertelsdorf, Eckershof, Göckenhof, Hengdorf, Leitelshof, Nemsdorf und Zwieselhof;
- Reichelsdorf mit Gerasmühle, Koppenhof und Lohhof;
- Rohr mit Christenmühle und Weiler;
- Röthenbach bei Schweinau mit Weiherhaus;
- Röthenbach bei Sankt Wolfgang mit Gugelhammer und Nerreth;
- Schwand;
- Unterreichenbach mit Oberreichenbach, Putzenreuth, Volkersgau und Waikersreuth;
- Walpersdorf mit Igelsdorf, Untermainbach und Weihersmühle;
- Wendelstein mit Zollhaus;
- Worzeldorf mit Gaulnhofen, Herpersdorf, Königshof, Pillenreuth und Weiherhaus.